# El Copal, Tihuatlán
El Copal är en ort i Mexiko.   Den ligger i kommunen Tihuatlán och delstaten Veracruz, i den sydöstra delen av landet, 210 km nordost om huvudstaden Mexico City. El Copal ligger 68 meter över havet och antalet invånare är 988.
Terrängen runt El Copal är huvudsakligen platt. El Copal ligger nere i en dal. Runt El Copal är det ganska tätbefolkat, med 108 invånare per kvadratkilometer. Närmaste större samhälle är Poza Rica de Hidalgo, 14,5 km sydost om El Copal. Omgivningarna runt El Copal är en mosaik av jordbruksmark och naturlig växtlighet.